# Pobrđe (Bośnia i Hercegowina)
Pobrđe (cyr. Побрђе) – wieś w Bośni i Hercegowinie, w Republice Serbskiej, w gminie Bratunac. W 2013 roku liczyła 199 mieszkańców.